# Бранко Миљуш (фудбалер)
Бранко Миљуш (Книн, 17. мај 1960) је бивши југословенски и хрватски фудбалер.

## Каријера
Фудбал је почео да тренира у НК Устаник из Срба и већ са 14 година постао првотимац. Играо је по потреби, или у везном реду или на крилу. Врло брзо је примећен од људи из сплитског Хајдука, па је са 15 година постао лички Сплићанин. Са омладинцима Хајдука освојио је доста трофеја. У договору са стручним штабом 1981. одлази на позајмицу у друголигаша НК Солин. Одличним играма натерао је челнике Хајдука да га већ након шест месеци врате на Пољуд. Од тада, па до 1988. постао је незаменљив првотимац Хајдука, а једно време и капитен. За Хајдук је одиграо укупно 357 утакмица и постигао 2 гола, од чега у првенству 175 утакмица и 2 гола. Са Хајдуком је освојио два Купа Југославије 1984. и 1987.
1988. одлази у шпански Реал Ваљадолид, где остаје до 1991. Тада прелази у Виторију Сетубал, који је исте сезоне испао из Прве лиге Португалије, али је он остао у клубу још једну сезону и 1992. ту завршио играчку каријеру.

## Репрезентација
За сениорску репрезентацију Југославије је дебитовао 2. јуна 1984. у пријатељској утакмици са репрезентацијом Португалије у Лисабону.
Био је члан југословенске репрезентације на Европском првенству 1984. у Француској, где је одиграо две утакмице. Такође је био члан екипе која је освојила бронзу на Олимпијским играма 1984. у Лос Анђелесу.
Последњи меч у дресу Југославије је одиграо 27. априла 1988. у пријатељској утакмици са репрезентацијом Републике Ирске у Даблину. За репрезентацију Југославије је укупно одиграо 14 утакмица, без постигнутог гола.

## Учинак у клубовима
Првенствене утакмице Бранка Миљуша у клубовима у којима је играо:
| Сезона   | Клуб             | Држава                                           | Наступа | Голова |
| -------- | ---------------- | ------------------------------------------------ | ------- | ------ |
| 1980/81. | Хајдук Сплит     | Социјалистичка Федеративна Република Југославија | 1       | 0      |
| 1981/82. | Солин            | Социјалистичка Федеративна Република Југославија | 16      | 1      |
| 1981/82. | Хајдук Сплит     | Социјалистичка Федеративна Република Југославија | 16      | 0      |
| 1982/83. | Хајдук Сплит     | Социјалистичка Федеративна Република Југославија | 32      | 1      |
| 1983/84. | Хајдук Сплит     | Социјалистичка Федеративна Република Југославија | 27      | 0      |
| 1984/85. | Хајдук Сплит     | Социјалистичка Федеративна Република Југославија | 29      | 0      |
| 1985/86. | Хајдук Сплит     | Социјалистичка Федеративна Република Југославија | 24      | 0      |
| 1986/87. | Хајдук Сплит     | Социјалистичка Федеративна Република Југославија | 26      | 1      |
| 1987/88. | Хајдук Сплит     | Социјалистичка Федеративна Република Југославија | 20      | 0      |
| 1988/89. | Реал Ваљадолид   | Шпанија                                          | 20      | 1      |
| 1989/90. | Реал Ваљадолид   | Шпанија                                          | 6       | 0      |
| 1990/91. | Виторија Сетубал | Португалија                                      | 15      | 2      |
| 1991/92. | Виторија Сетубал | Португалија                                      | 29      | 4      |
| Укупно   | Укупно           | Укупно                                           | 261     | 10     |